# Chiesa di San Donato (Scarlino)
La chiesa e convento di San Donato è un edificio sacro situato a Scarlino.

## Storia
La chiesa la si trova citata già nel 1188, annessa al convento degli agostiniani. Nel 1677 e nel 1716 furono effettuati lavori di ristrutturazione e di ampliamento. Nel 1806 il convento fu alienato e quindi frazionato in varie proprietà.

## Descrizione
L'edificio presenta una facciata a capanna con un portale sovrastato da una lunetta e con rosone strombato. L'interno a croce latina ha conservato il carattere romanico nel presbiterio rialzato, mentre nella parte anteriore si trova una cripta. Di particolare interesse il monumento sepolcrale di Vanni ed Emanuele Appiani, figli di Iacopo III, signore di Piombino, morti nel 1471, attribuito ad Andrea Guardi.
Interessante è anche la tavola rappresentante il Cristo vestito crocifisso tra san Rocco e san Gerolamo, il cosiddetto Volto Santo di Lucca.